# Joseph William Martin

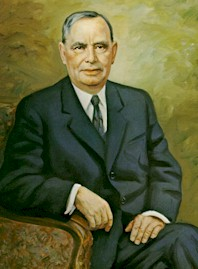
Joseph William Martin

Joseph William Martin junior (* 3. November 1884 in North Attleborough, Bristol County, Massachusetts; † 6. März 1968 ebenda) war ein US-amerikanischer Politiker (Republikanische Partei).

## Leben
Martin wurde 1884 in Massachusetts geboren. Nach der Schule wurde er 1902 Reporter bei der "Attleboro Sun and Providence". Nach sechs Jahren gab er in seiner Heimatstadt eine eigene Zeitung, die "Evening Chronicle", heraus. Erstmals politisch aktiv wurde er 1912, als er als Kandidat der Republikanischen Partei in das Repräsentantenhaus von Massachusetts gewählt wurde, wo er bis 1914 verblieb; danach gehörte er bis 1917 dem Senat von Massachusetts an.

## Politik
Bei den Wahlen 1924 wurde Martin erstmals für Massachusetts in das Repräsentantenhaus der Vereinigten Staaten gewählt. Im Jahr 1933 wurde er Vorsitzender der Fraktion der Republikaner im Repräsentantenhaus und 1947 wurde er Sprecher, also Vorsitzender, dieses Parlamentes. Nach einer zweijährigen Amtsperiode als Vorsitzender übernahmen die Demokraten die Mehrheit im Repräsentantenhaus und Martin trat daraufhin von seinem Amt zurück. Als Führer der republikanischen Fraktion blieb er trotzdem eine der bedeutendsten Personen des Repräsentantenhauses. Nach dem Regierungswechsel 1952, Dwight D. Eisenhower wurde zum Präsidenten der Vereinigten Staaten gewählt und die Republikaner stellten wieder die Mehrheit im Parlament, wurde Martin nochmals für eine zweijährige Amtszeit Sprecher des Repräsentantenhauses. Als die Republikaner 1954 schon wieder die Mehrheit verloren, wurde Martin erneut abgelöst. Dennoch blieb er bis 1966 Abgeordneter des Repräsentantenhauses. Bei der Wahl 1966 konnte er in seinem Wahlkreis die Nominierung gegen Margaret Heckler nicht gewinnen.
Martin war auch langjähriges Mitglied des Republican National Committee und stand diesem von 1940 bis 1942 als Chairman vor.